# Trafalgar (álbum de Bee Gees)
Trafalgar es el noveno álbum de estudio (y el séptimo a nivel internacional) del grupo británico de pop The Bee Gees, lanzado en septiembre de 1971 en los Estados Unidos por Atco Records, y en noviembre en el Reino Unido por Polydor Records.
El álbum tuvo un éxito moderado en los Estados Unidos al alcanzar la posición n.º.34 El sencillo principal "How Can You Mend a Broken Heart?" fue el primero en alcanzar la posición n.º 1 en las listas estadounidenses. En contraste, en las listas británicas, el álbum no ocupó ninguna posición importante.
Trafalgar fue incluido en la lista de 1001 Albums You Must Hear Before You Die.

## Lista de canciones
1. "How Can You Mend a Broken Heart?" (Barry Gibb/Robin Gibb) – 3:58
2. "Israel" (B. Gibb) – 3:44
3. "The Greatest Man in the World" (B. Gibb) – 4:17
4. "It's Just the Way" (Maurice Gibb) – 2:33
5. "Remembering" (B. Gibb/R. Gibb) – 4:01
6. "Somebody Stop the Music" (B. Gibb/M. Gibb) – 3:31
7. "Trafalgar" (M. Gibb) – 3:53
8. "Don't Wanna Live Inside Myself" (B. Gibb) – 5:24
9. "When Do I" (B. Gibb/R. Gibb) – 3:57
10. "Dearest" (B. Gibb/R. Gibb) – 3:52
11. "Lion in Winter" (B. Gibb/R. Gibb) – 3:59
12. "Walking Back to Waterloo" (B. Gibb/M. Gibb/R. Gibb) – 3:51

## Temas descartados
1. Together (13 de diciembre de 1970)
2. Over The Hill And Over The Mountains (13 de diciembre de 1970)
3. Merrily Merry Eyes (13 de diciembre de 1970)
4. After The Laughter (diciembre de 1970)
5. If I Were The Sky (28 de enero de 1971)
6. Bring Out The Thoughts In Me (28 de enero de 1971)
7. Deep In The Dark Of Day (23 de marzo de 1971)
8. I'm Only Me (23 de marzo de 1971)
9. Something (23 de marzo de 1971)
10. Amorous Aristocracy (23 de marzo de 1971)
11. Irresponsible Unreliable Indispensable Blues (29 de marzo de 1971)
12. A Word Of Love (29 de marzo de 1971)
13. God's Good Grace (6 de abril de 1971)
14. He Gives Us All His Love (1971)

## Créditos
- Barry Gibb: Voz, guitarra
- Robin Gibb: Voz, guitarra
- Maurice Gibb: Voz, bajo, piano, guitarra
- Geoff Bridgford: Batería
- Alan Kendall: Guitarra
- Bill Shepherd: Arreglos
- Robert Stigwood: Producción
- The Bee Gees: Producción